# Apfelallee 26a (München)

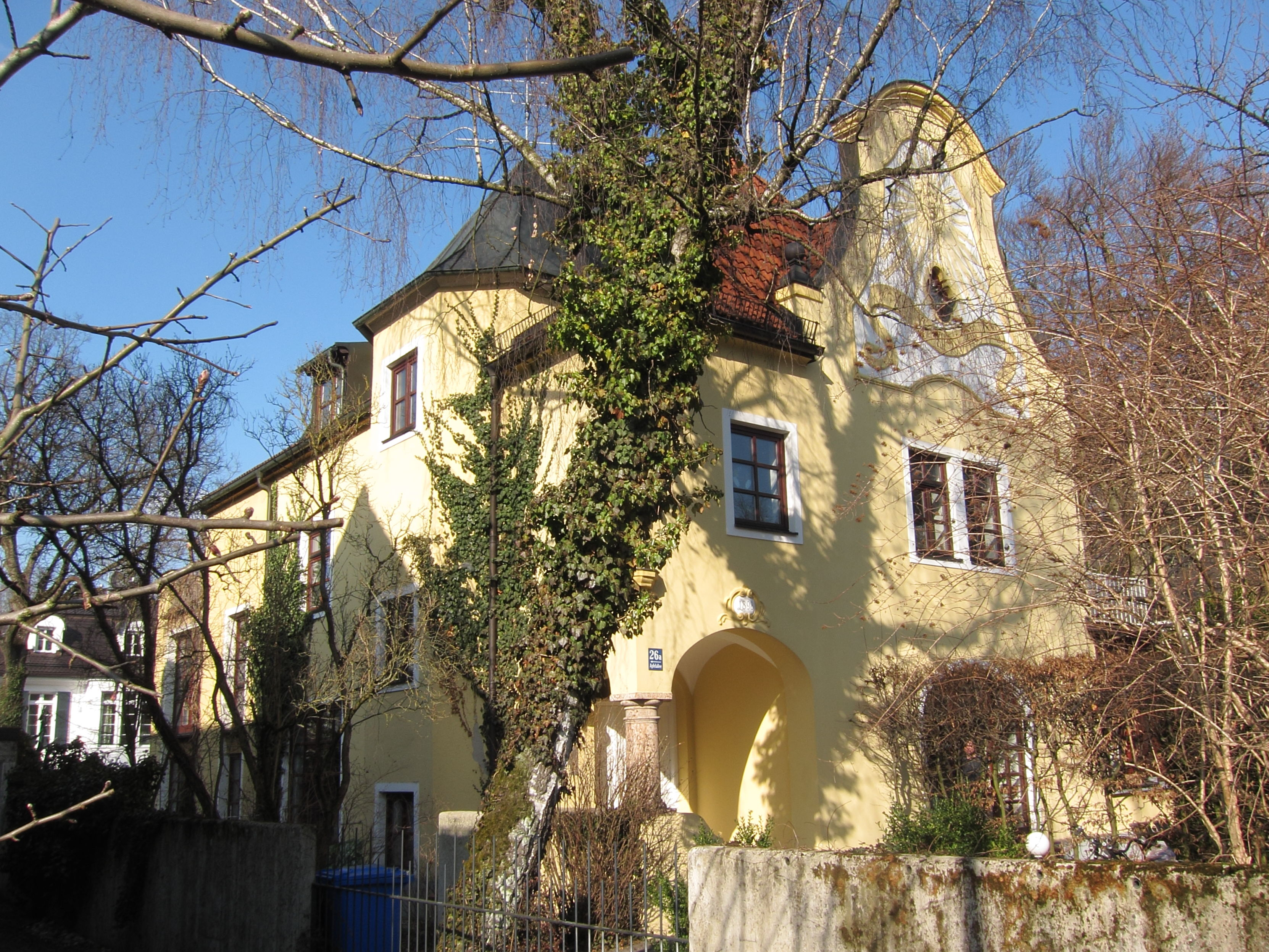
Villa Apfelallee 26a im Stadtteil Obermenzing von München

Das Haus Apfelallee 26a im Stadtteil Obermenzing der bayerischen Landeshauptstadt München wurde 1897/98 errichtet. Die Villa in der Apfelallee, die zur Villenkolonie Pasing II gehört, ist ein geschütztes Baudenkmal.
Die Pläne für den Bau wurden im Architekturbüro von August Exter entworfen. Die barockisierende Villa besitzt ein Giebelfeld mit Stucksonnenuhr. Der Eingang am Hauseck ist mit der Jahreszahl 1898 bezeichnet. Eine Figur mit der Darstellung der Immaculata schmückt den von einer Säule getragenen, offenen Eingangsbereich.

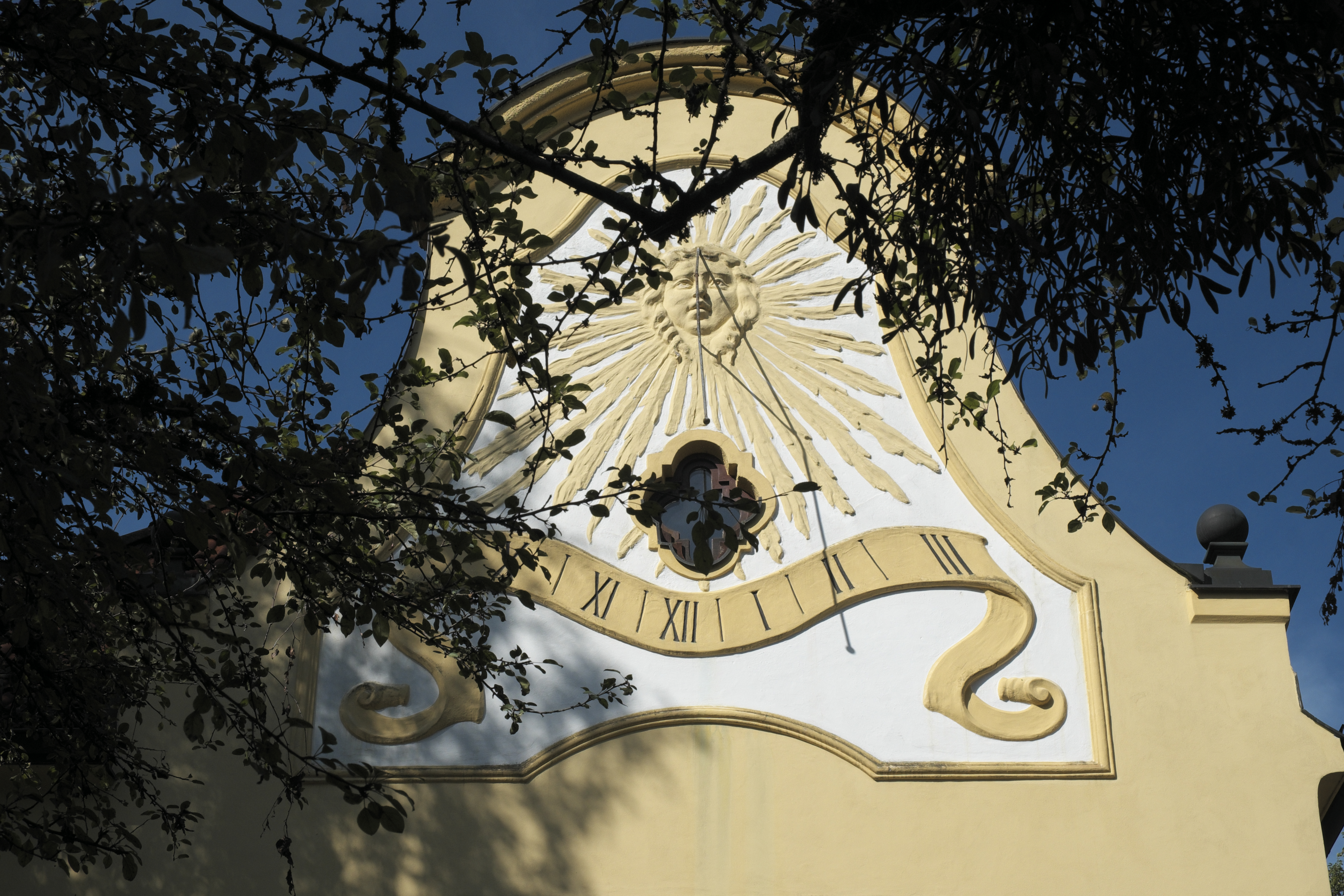
Sonnenuhr
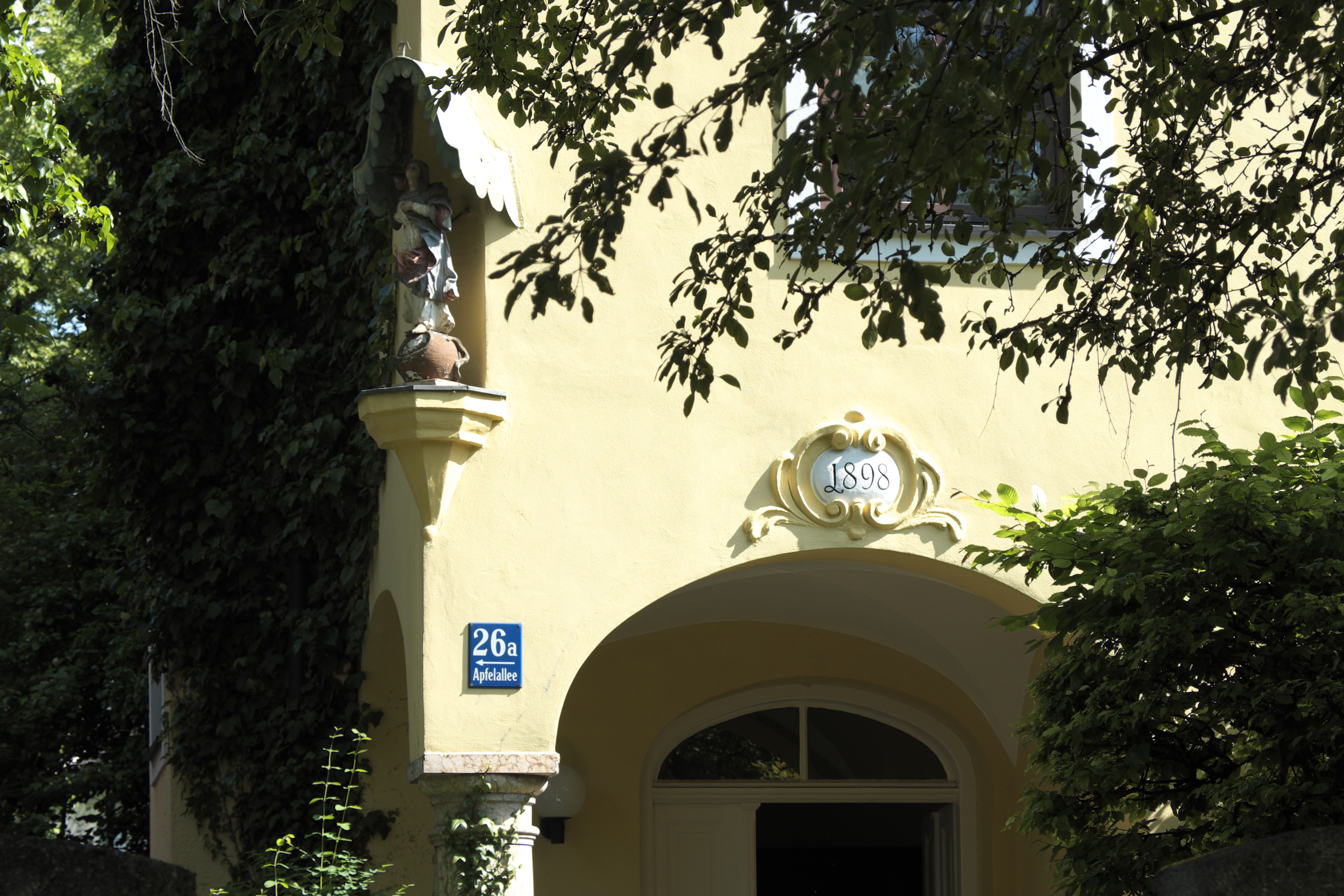
Eingang
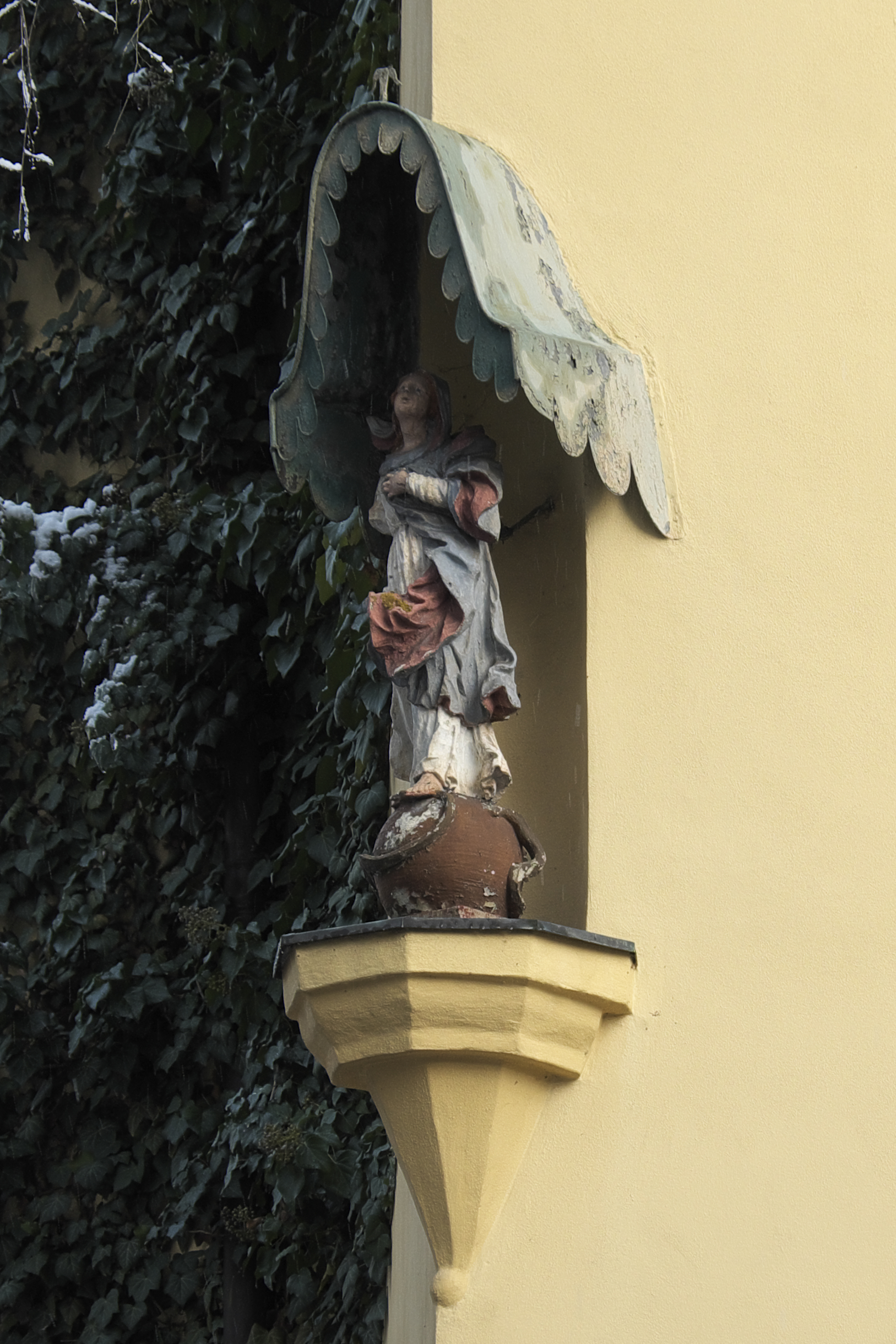
Figur der Immaculata über dem Eingang